# Javier Arancibia Contreras
Javier Arancibia Contreras (Salvador, 1976) é um escritor brasileiro.

## Biografia
Filho de pais chilenos, exilados no Brasil depois do golpe militar de 1973, passou a adolescência em Santos. Trabalhou como repórter policial em São Paulo. 
Foi finalista do Prêmio São Paulo de Literatura de 2009 com seu primeiro romance, Imóbile, e recebeu em 2019 o Prêmio APCA de Literatura na categoria Romance com Crocodilo.

## Obras
- 2008 - Imóbile (7Letras)
- 2011 - O dia em que eu deveria ter morrido (Terceiro Nome)
- 2016 - Soy loco por ti, América (Companhia das Letras)
- 2019 - Crocodilo (Companhia das Letras)

### Não ficção
- 2002 - Plínio Marcos — A crônica dos que não têm voz (Boitempo), com Fred Maia e Vinicius Pinheiro